# Albert-László Barabási
Albert-László Barabási (Cârța, 30 marzo 1967) è un fisico, informatico e ricercatore ungherese originario della Transilvania.

## Biografia
Professore presso l'università di Notre Dame e direttore del CCNR alla Northeastern University, introdusse con Rèka Albert nel 1999 il concetto di reti ad invarianza di scala o reti di Barabasi e Albert.

## Pubblicazioni
- Link. La scienza delle reti (Linked: The New Science of Networks, 2002), traduzione di Benedetti Antonielli D'Oulx, Collana Saggi, Torino, Einaudi, 2004, ISBN 978-88-061-6914-5.
- Lampi. La trama nascosta che guida la nostra vita (Bursts: The Hidden Pattern Behind Everything We Do, 2010), traduzione di Simonetta Frediani, Collana Saggi, Torino, Einaudi, 2011, ISBN 978-88-061-9518-2.
- La formula. Le leggi universali del successo (The Formula: The Universal Laws of Success, 2018), traduzione di Simonetta Frediani, Collana Saggi, Torino, Einaudi, 2019, ISBN 978-88-062-3326-6.